# Manoir de Bonervaud
Le manoir de Bonervaud est situé à Theix-Noyalo en France.

## Localisation
Le manoir est situé sur le territoire de la commune déléguée de Theix, au lieu-dit Bonervaud, dans le département du Morbihan en région Bretagne.

## Description
Le manoir date des XVe et XVIe siècles, le corps de logis principal est en moellon enduit, lucarne et corniche en calcaire, toiture à longs pans à ruellée couverte d'ardoises, avec escalier à retours sans jour en charpente dans pavillon postérieur hors-œuvre couvert en pavillon ; aile est en moellon, escalier dans-œuvre en vis sans jour, toit à croupes, appentis postérieur couvert en appentis ; aile ouest en moellon enduit, toit à ruellée à noue ; pavillon sud en moellon enduit, couvert en pavillon.

## Historique
Manoir attesté dès la réformation de 1427 appartenant à Jean de Mellou. Corps nord principal du XVe siècle. Façade et intérieur remaniés peut-être par François de Robien alors propriétaire, première moitié du XVIIIe siècle. Tour d'escalier postérieure au XVIIe siècle. Aile en équerre à l'est vers 1550, rallongée vers l'est au XVIIe siècle. Pavillon à l'angle des deux corps du  XVIIe siècle. Aile ouest date de la fin du XVIe siècle ou du début du XVIIe siècle. Puits  du XVIIIe siècle. Chapelle existant en 1734, détruite, colombier signalé en 1734, existant sur le cadastre 1810, détruit avant 1844. Dépendance fermant la cour au nord avec passage couvert, écuries et logement du XVIIe siècle. Remanié au XIXe siècle. Le logis de la ferme prolongeant le corps principal vers le nord date de la deuxième moitié du XIXe siècle.
Le manoir est inscrit à l'inventaire général du patrimoine culturel.